# Свето острво (Велс)
Свето острво (енгл. Holy Island, Anglesey) је једно од Британских острва које припада Уједињеном Краљевству, односно Велсу. Налази се у Ирском мору поред острва Англси. Површина острва износи 39 km². Према попису из 2001. на острву је живело 13.579 становника.